# Kevin Garnett
Kevin Maurice Garnett (Greenville, Carolina del Sur, 19 de mayo de 1976) es un exjugador de baloncesto estadounidense que disputó 21 temporadas en la NBA. Con 2,11 metros de altura, jugaba en la posición de ala-pívot.
Llegó a la liga en 1995 directamente desde el instituto, convirtiéndose en el primer jugador en hacerlo en 20 años y, desde entonces, fue All-Star en 15 ocasiones, ganó un campeonato en 2008, MVP de la Temporada y del All-Star, Mejor Defensor del Año y fue incluido en los mejores quintetos de la liga y defensivos durante ocho temporadas. También es el jugador que más temporadas ha promediado como mínimo 20 puntos, 10 rebotes y 5 asistencias en la historia de la NBA. Está considerado como uno de los mejores jugadores de la historia de la NBA en su posición.
Conocido por los apodos "The Big Ticket", "KG" y "The Kid", en 2007 dejó Minnesota Timberwolves, su equipo durante más de diez años, para fichar por Boston Celtics. Su traspaso batió un récord de la NBA, ya que Minnesota Timberwolves recibió a cambio la impresionante cantidad de cinco jugadores, entre ellos Al Jefferson, Ryan Gomes y Gerald Green, y dos selecciones de draft. Dicho récord no fue superado hasta 2017 cuando Chris Paul fue traspasado de Los Angeles Clippers a Houston Rockets por siete jugadores y una elección de draft. Garnett fue hasta 2022 el baloncestista que más dinero había ganado en la historia de este deporte, con un total de 334 millones de dólares en salarios durante su carrera.
Tras retirarse trabajó temporalmente como analista de la NBA en TNT en un show llamado "Area 21".
El 4 de abril de 2020, fue elegido para formar parte de la clase del 2020 del Basketball Hall of Fame.
El 13 de marzo de 2022 los Boston Celtics procedieron a retirar su camiseta con el número 5.

## Trayectoria deportiva

### High School
Garnett nació en Mauldin, Carolina del Sur, hijo de Shirley Garnett y O'Lewis McCullough. Jugó tres años en el Instituto Mauldin, donde fue nombrado Mr. Basketball por el estado de Carolina del Sur en 1994. Sin embargo, durante el verano previo a su año sénior, Garnett fue arrestado por motivos raciales, por lo que decidió dejar Mauldin. Se trasladó a la Farragut Career Academy en Chicago, Illinois, para disputar su cuarto año de instituto, en el cual lideró al equipo, que conseguiría un balance de 28-2; Garnett fue nombrado Mejor Jugador Nacional de Instituto del Año por USA Today y Mr. Basketball por el Estado de Illinois tras promediar 25.2 puntos, 17.9 rebotes, 6.7 asistencias y 6.5 tapones con un 66.7% en tiros de campo. También fue elegido en el primer equipo del All-America por Parade Magazine. En cuatro años en el instituto, Garnett completó 2533 puntos, 1807 rebotes y 739 tapones. Fue nombrado Jugador Más Destacado en el McDonald's All-American Game, donde consiguió 18 puntos, 11 rebotes, 4 asistencias y 3 tapones. Posteriormente, se declaró elegible para el Draft de la NBA de 1995.

### NBA

#### 1995-97: Primeros años
Garnett fue seleccionado en la quinta posición del Draft de 1995 por los Minnesota Timberwolves, franquicia que por el momento no había jugado nunca un partido de playoffs desde su entrada en la liga en la temporada 1989-90. En la primera temporada de Garnett como profesional, los Timberwolves pasaban por una etapa de transición; reemplazaron a Bill Blair por Flip Saunders en el puesto de entrenador y se hicieron varios cambios. En un principio, Garnett salía desde el banquillo, pero tras hacerse Saunders con las riendas del equipo, comenzó a jugar como titular. En su primer año en la liga, Garnett y el recién llegado Tom Gugliotta llevaron el peso anotador del equipo. KG no saltó al estrellato inmediatamente como otros jugadores recién llegados del instituto (Amare Stoudemire, LeBron James o Dwight Howard, en años posteriores), aunque tuvo un año de novato bastante respetable, promediando 10.4 puntos, 6.3 rebotes y 1.8 asistencias por partido, siendo además seleccionado en el segundo mejor quinteto de novatos de la temporada. A pesar de contar con algunos prometedores jugadores, los Timberwolves finalizaron su séptima temporada consecutiva por debajo de las 30 victorias y fracasaron en su intentó por alcanzar los playoffs. Por entonces, Garnett era el jugador más joven en disputar un partido en la historia de la NBA con 19 años y 11 meses de edad.
Antes de la siguiente temporada, los Timberwolves hicieron un traspaso el día del draft, intercambiando los derechos de Ray Allen por el base Stephon Marbury, procedente de la Universidad de Georgia Tech. Durante la temporada, Garnett promedió 17.0 puntos, 8.0 rebotes, 3.1 asistencias, 2.1 tapones y 1.7 robos de balón por encuentro, completando incluso dos partidos con ocho tapones. Con un récord de 40-42, el equipo se clasificó por primera vez en su historia para los playoffs, Garnett y Gugliotta fueron seleccionados para jugar el All-Star Game, y Marbury fue una de las sensaciones del equipo. En su primera aparición en el All-Star, KG anotó 6 puntos y capturó 9 rebotes en 18 minutos. En la postemporada, Houston Rockets, liderado por Hakeem Olajuwon, eliminó a los Timberwolves por 3-0.

#### 1997-2001: Jugador franquicia

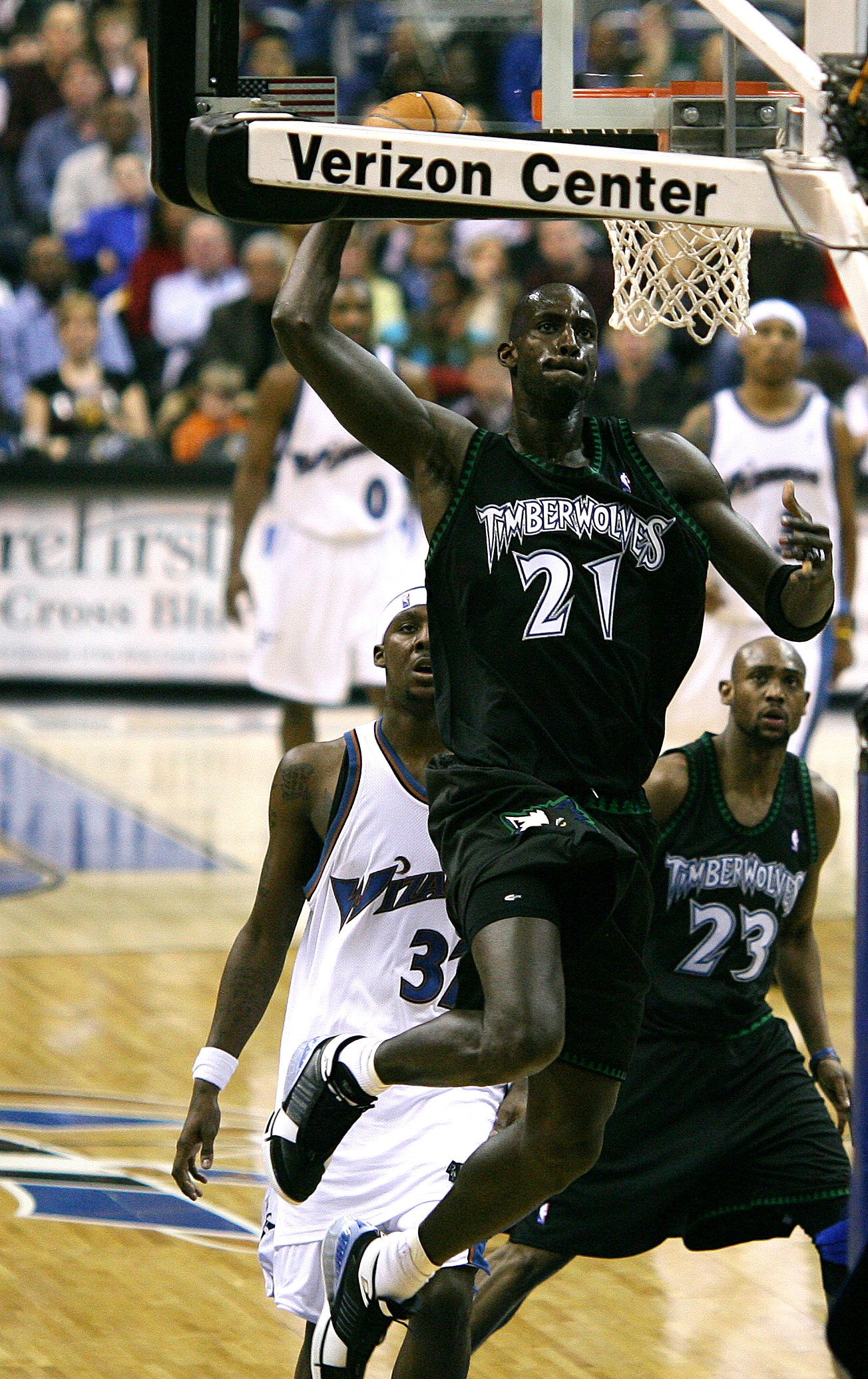
Garnett militó 12 temporadas en los Timberwolves.

Durante la temporada 1997-98, los Timberwolves extendieron el contrato de Garnett a seis años y 126 millones de dólares. Esto dejó en estado de shock a la NBA, siendo los Timberwolves usados como cabeza de turco por el cierre patronal que ocurriría en la temporada siguiente. El contrato era muy arriesgado y se pensaba que los Timberwolves no podrían fichar a nuevos jugadores debido al poco espacio salarial que dejó, pero, a pesar del furor sobre su nuevo contrato, Garnett siguió mejorando y promedió 18.5 puntos, 9.6 rebotes, 4.2 asistencias, 1.8 tapones y 1.7 robos de balón por partido. De nuevo, fue seleccionado para el All-Star, y Minnesota consiguió la primera temporada ganadora en su historia (45-37 de balance). Por segunda campaña consecutiva, los jóvenes Timberwolves caían en primera ronda de los playoffs, esta vez por 3-2 ante unos Seattle SuperSonics liderados por el base Gary Payton. Las dos victorias ante los Sonics eran las primeras en playoffs en la historia de la franquicia. Tras la temporada, Tom Gugliotta, que había promediado 20 puntos por partido, dejó el equipo para fichar por Phoenix Suns.
En la temporada del lockout, Garnett dio el paso final hacia el estrellato logrando 20.8 puntos, 10.4 rebotes, 4.3 asistencias y 1.8 tapones por partido, y siendo nombrado en el tercer mejor quinteto de la temporada regular. Sin embargo, a mediados de año el base Stephon Marbury fue traspasado a New Jersey Nets debido a disputas sobre su posible nueva extensión de contrato. Recibieron a cambio al base Terrell Brandon y se clasificaron para los playoffs en la octava posición de la Conferencia Oeste con un balance de 25-25. Fueron eliminados de nuevo en primera ronda, en esta ocasión por los San Antonio Spurs del joven Tim Duncan, a posteriori campeones de la NBA. En la siguiente temporada, Garnett continuó con su juego consiguiendo 22.9 puntos, 11.8 rebotes, 5.0 asistencias, 1.6 tapones y 1.5 robos de balón por partido, apareciendo por primera vez en el mejor quinteto de la temporada regular, hecho que repetiría en dos ocasiones más. Ayudado por el recién llegado Wally Szczerbiak y el veterano Brandon, los Wolves lograron un espectacular 50-32, mejor récord en la historia de la franquicia por entonces, pero sucumbieron ante Portland Trail Blazers (3-1) a las primeras de cambio en playoffs.
Garnett consiguió en el año 2000, en los Juegos Olímpicos de Sídney 2000, la medalla de oro tras derrotar en la final a la Selección de baloncesto de Francia por 85-76.
En la temporada 1999-00, la desgracia visitó a los Timberwolves con la muerte en accidente de tráfico del jugador Malik Sealy, que regresaba de la fiesta de cumpleaños de Garnett. También en esa temporada, el equipo firmó un acuerdo secreto con el alero Joe Smith, violando con ello el tope salarial por franquicia y siendo sancionado por la liga con cinco años sin poder elegir en el draft, 3.5 millones de dólares y un año de castigo para el mánager general Kevin McHale (Smith posteriormente firmaría como agente libre con Detroit Pistons antes de regresar a los T-Wolves en 2001). A pesar de los problemas, los Timberwolves entraron en los playoffs por quinta vez consecutiva tras firmar en la temporada regular un récord de 47-35, y, sin que nada cambiara, salieron apeados en primera ronda por los Spurs en cuatro partidos.

#### 2001-04: MVP y éxito en playoffs

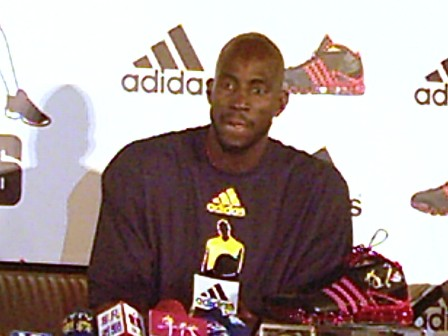
Kevin Garnett fue el MVP de la temporada 2003-04.

En la 2001-02, Garnett realizó otra gran temporada, promediando 21.2 puntos, 12.1 rebotes, 5.2 asistencias, 1.6 tapones y 1.2 robos de balón por partido, siendo además nombrado en el segundo mejor quinteto de la NBA. Sin embargo, los Timberwolves cayeron por sexta vez consecutiva en primera ronda de playoffs, en esta ocasión ante Dallas Mavericks por 3-0. La siguiente fue una de las mejores temporadas en la carrera de Garnett, aportando 23 puntos, 13 rebotes, 6 asistencias, 1.6 tapones y 1.4 robos por encuentro. Formó parte del mejor quinteto de la temporada y finalizó segundo en la votación por el MVP. Los Wolves consiguieron un balance de 51-31, pero de nuevo fueron apeados a las primeras de cambio por L.A. Lakers (4-2).
En la temporada 2003-04, las cosas cambiaron por fin para Garnett y los Wolves. El equipo se había basado durante los últimos años tan solo en la figura de KG, por lo que se reforzó realizando varios fichajes a la postre importantes; el alero Latrell Sprewell, el veterano base Sam Cassell, doble campeón de la NBA con Houston Rockets, y el pívot nigeriano Michael Olowokandi. Garnett alcanzó el máximo nivel en su carrera, logrando 24.2 puntos, 13.9 rebotes, 5.0 asistencias, 2.2 tapones y 1.5 robos por partido, y siendo nombrado MVP de la Temporada. Con un récord de 58-24, los Timberwolves afrontaron la postemporada con muchas expectativas, eliminando a Denver Nuggets por 4-1 y pasando de primera ronda por primera vez en su historia. En las Semifinales de Conferencia, derrotaron a Sacramento Kings en una dura eliminatoria a siete partidos, accediendo a las Finales del Oeste, donde se enfrentarían a los Lakers. Durante la serie, Cassell cayó lesionado, y debido a la también baja por lesión del base suplente Troy Hudson, el equipo tuvo que alternar entre el tercer base Darrick Martin y el escolta tirador Fred Hoiberg en el puesto de 1, e incluso con el propio Garnett en alguna ocasión. Finalmente, los Lakers vencieron por 4-2. Kevin Garnett fácilmente, uno de los mejores y posiblemente entre los mejores cinco PF en la historia de la NBA.

#### 2004-07: Frustración
En la temporada 2004-05, regresaron los problemas a Minnesota. Cassell y Sprewell pedían una mejora en su contrato, y Hudson no era feliz como suplente. Garnett fue nombrado en el segundo mejor quinteto de la temporada, pero un balance de 44-38 les dejaba fuera de los playoffs tras ocho años consecutivos. La temporada 2005-06 fue de más frustración para KG; sin Cassell ni Sprewell en el equipo, los Timberwolves se convirtieron en un equipo mediocre, consiguiendo un récord de 33-49. A pesar del juego de Garnett, el equipo firmó el segundo peor balance desde que "The Big Ticket" se integró al mismo. La campaña siguiente fue similar, con la diferencia de que cosecharon una derrota más. El 10 de mayo de 2007 fue nombrado en el tercer mejor quinteto de la NBA.
En el verano de 2007, el propietario de la franquicia Glen Taylor admitió que tenían planeado traspasar a Garnett, rumoreándose como destino varios equipos como Los Angeles Lakers, Golden State Warriors, Indiana Pacers, Boston Celtics, Phoenix Suns y Dallas Mavericks.

#### 2007-2013: Boston Celtics

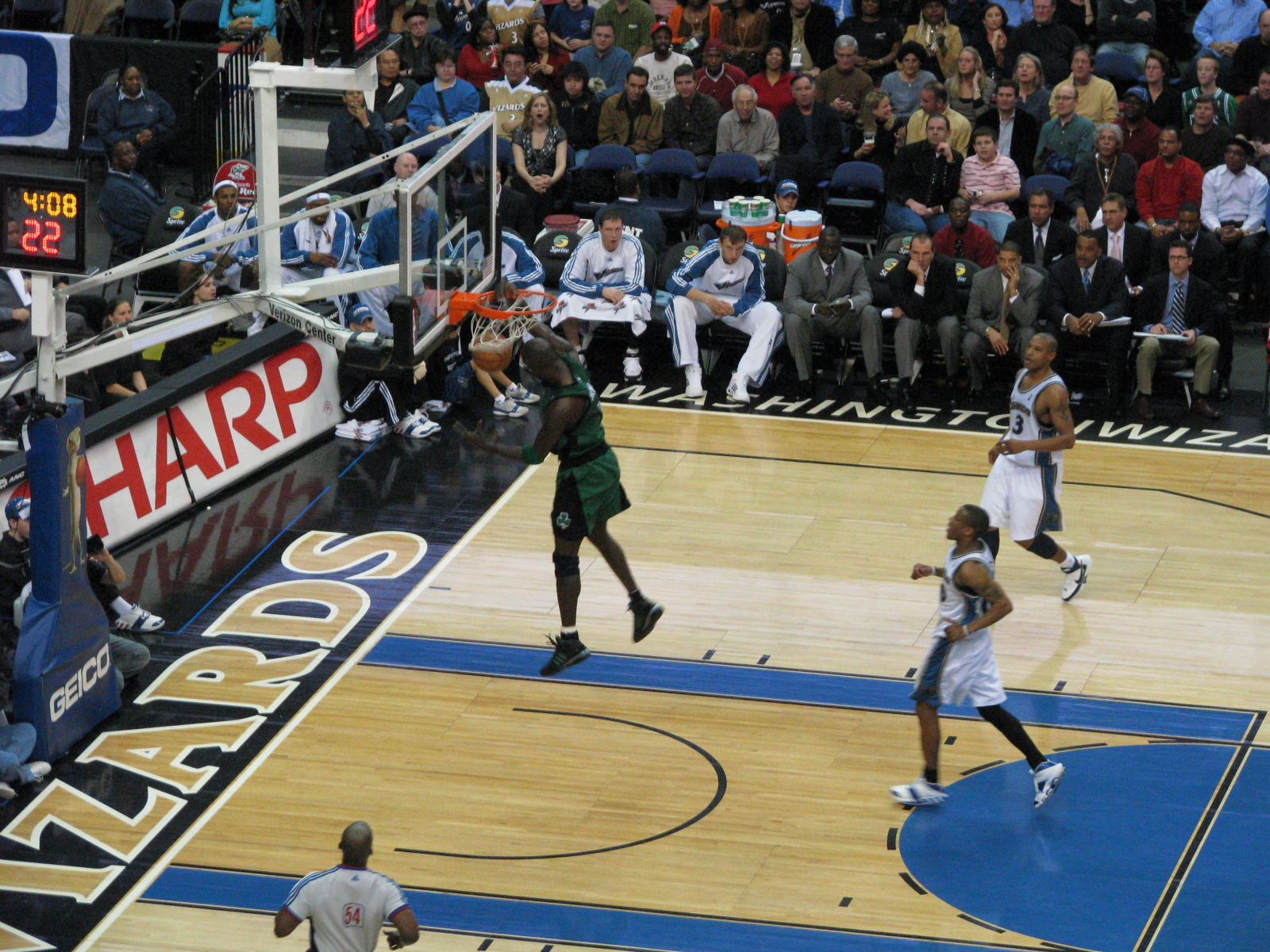
Garnett realiza un mate en un partido ante Washington Wizards.

El 31 de julio de 2007, Garnett fue traspasado a Boston Celtics a cambio de Al Jefferson, Ryan Gomes, Sebastian Telfair, Gerald Green, Theo Ratliff, más dinero, una elección de primera ronda de Boston del Draft de la NBA de 2009 y una elección de primera ronda de Minnesota del mismo draft que poseían del traspaso entre Ricky Davis y Wally Szczerbiak en 2006.
Este se convirtió en el traspaso con más contraprestaciones de la historia por un solo jugador (7 por 1). Por entonces, Garnett era el jugador en activo que más temporadas llevaba en un solo equipo, con sus 12 primeras campañas y un total de 927 partidos. Al día siguiente de ser publicado el traspaso, Garnett firmó una extensión del contrato por tres años más y un monto adicional de 60 millones de dólares, a ejecutarse entre 2009-2012.
Su primer partido oficial con la camiseta de los Celtics lo disputó el 2 de noviembre de 2007 en la victoria ante Washington Wizards por 103-83, anotando 22 puntos, capturando 20 rebotes, repartiendo 5 asistencias, robando 3 balones y colocando 3 tapones en los 38 minutos que se mantuvo en pista.

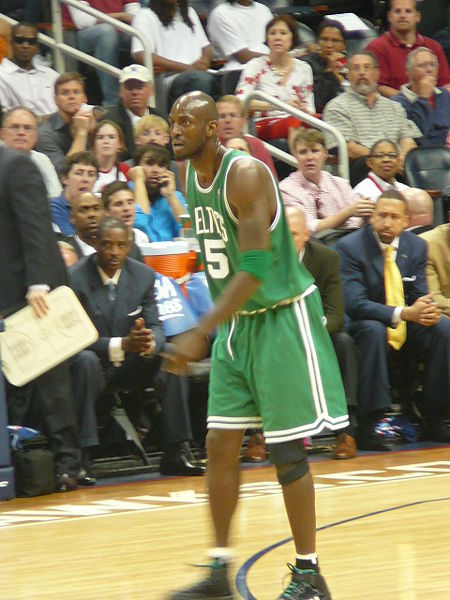
Garnett en los playoffs de 2008 ante Atlanta Hawks.

El 24 de enero de 2008 se anunció que Garnett lideró la votación final para el All-Star Game de 2008, en la que se deciden los titulares de ambas conferencias. Garnett recibió 2.399.148 votos, la sexta mayor marca en la historia del NBA All-Star Balloting, aunque debido a una lesión no pudo participar por lo que Rasheed Wallace, de Detroit Pistons, ocupó su puesto en el equipo, y Chris Bosh, de Toronto Raptors, en el quinteto titular.
El 8 de marzo ante Memphis Grizzlies, Garnett superó los 20.000 puntos en su carrera, convirtiéndose en el 32º jugador en la historia de la NBA en conseguirlo. Tras finalizar la temporada, Garnett recibió el premio al Mejor Defensor del Año, siendo el único jugador en la historia de los Celtics en conseguirlo.
En los playoffs de 2008, los Celtics llegaron a las Finales de la NBA por primera vez en 21 años. Se enfrentaron a Los Angeles Lakers, a los que ganaron en seis partidos, en el último por 131-92 y con Garnett anotando 26 puntos y capturando 14 rebotes. Antes, los Celtics habían eliminado en playoffs a Atlanta Hawks, Cleveland Cavaliers y Detroit Pistons, todos ellos en siete partidos excepto ante los Pistons, con uno menos.
El 1 de noviembre de 2008 se convirtió en el jugador más joven en llegar a disputar 1000 partidos en la NBA, con 32 años y 165 días, desbancando a Shawn Kemp.
Para la temporada 2008-09, los Celtics se presentaban como los favoritos para la defensa del título. Garnett jugaría los All-Star Game de la NBA 2009 por decimosegundo año consecutivo. Al siguiente partido tras el All-Star contra los Utah Jazz, Garnett se lesionó gravemente la rodilla derecha, eso lo obligó a perderse los siguientes 14 partidos, incluyendo los Playoffs, de los cuales los Celtics serían eliminados en semifinales de Conferencia contra Orlando Magic.
Para la siguiente temporada 2009-10, los Celtics, con un recuperado Garnett y un recién incorporado Rasheed Wallace planeaban volver a asaltar el anillo. Garnett volvería a ser convocado a los All-Star Game de la NBA 2010. En una excepcional temporada, regular y consistente pese a las constantes lesiones de Wallace, permitieron a los Celtics eliminar en playoffs a Miami Heat, Cleveland Cavaliers y Orlando Magic, enfrentándose a Los Angeles Lakers en las finales, pero los Lakers de Kobe Bryant, Pau Gasol, Andrew Bynum y demás, dirigidos por Phil Jackson, se tomaron venganza de las finales de 2008 y vencieron a los Celtics por 4-3 en el global.
Luego para los playoff de la temporada de 2010-2011 su equipo debutó contra los Knicks de Nueva York quienes fueron eliminados de forma fácil por la tropa celta. La suerte no duró mucho, pues ni Rajon Rondo, ni Paul Pierce ni siquiera Garnett lograron contener al Heat de Miami quienes los eliminaron 4-1 en la segunda ronda .
A comienzos de la temporada de 2011-2012 los Boston Celtics no aparecían entre el grupo de equipos favoritos para llegar a la final. Sin embargo, tras lograr vencer a Atlanta y Filadelfia, alcanzaron las Finales de la Conferencia Este, donde se enfrentaron a Miami Heat, quienes les cerraron el pase a las Finales de la NBA tras una eliminatoria a siete partidos.
En la temporada 2012-2013 Garnett fue escogido para participar en el All-Star Game de la NBA 2013 siendo su decimoquinta vez. Además el 7 de febrero logró un récord personal al anotar 25.000 puntos en su carrera siendo el decimosexto en lograrlo, convirtiéndose en el primer jugador de la historia de la NBA en lograr dicha cifra de puntos, 10.000 rebotes, 5.000 asistencias, 1.500 tapones y 1.500 robos de balón.

#### 2013-2015: Brooklyn Nets
El 28 de junio de 2013, el día del Draft de la NBA, los Boston Celtics y los Brooklyn Nets alcanzaron un acuerdo para traspasar a Garnett, Paul Pierce y Jason Terry a cambio de cuatro futuras rondas de los drafts de 2014, 2016 y 2018, además de Kris Humphries, Gerald Wallace, Kris Joseph, MarShon Brooks y Keith Bogans.

#### 2015: Regreso a los Minnesota Timberwolves
El 19 de febrero de 2015, Garnett fue traspasado a los Minnesota Timberwolves a cambio de Thaddeus Young.
El 21 de septiembre de 2016 Garnett publicó un vídeo en su cuenta de Instagram anunciando su intención de retirarse tras 21 temporadas en la liga.

## Estadísticas de su carrera en la NBA
|  | Campeón de la NBA |
|  | Líder de la liga  |

### Temporada regular
| Año      | Equipo    | PJ    | PT    | MPP  | %TC  | %3P  | %TL  | RPP  | APP | ROB | TPP | PPP  |
| -------- | --------- | ----- | ----- | ---- | ---- | ---- | ---- | ---- | --- | --- | --- | ---- |
| 1995-96  | Minnesota | 80    | 43    | 28.7 | .491 | .286 | .705 | 6.3  | 1.8 | 1.1 | 1.6 | 10.4 |
| 1996-97  | Minnesota | 77    | 77    | 38.9 | .499 | .286 | .754 | 8.0  | 3.1 | 1.4 | 2.1 | 17.0 |
| 1997-98  | Minnesota | 82    | 82    | 39.3 | .491 | .188 | .738 | 9.6  | 4.2 | 1.7 | 1.8 | 18.5 |
| 1998-99  | Minnesota | 47    | 47    | 37.9 | .460 | .286 | .704 | 10.4 | 4.3 | 1.7 | 1.8 | 20.8 |
| 1999-00  | Minnesota | 81    | 81    | 40.0 | .497 | .370 | .765 | 11.8 | 5.0 | 1.5 | 1.6 | 22.9 |
| 2000-01  | Minnesota | 81    | 81    | 39.5 | .477 | .288 | .764 | 11.4 | 5.0 | 1.4 | 1.8 | 22.0 |
| 2001-02  | Minnesota | 81    | 81    | 39.2 | .470 | .319 | .801 | 12.1 | 5.2 | 1.2 | 1.6 | 21.2 |
| 2002-03  | Minnesota | 82    | 82    | 40.5 | .502 | .282 | .751 | 13.4 | 6.0 | 1.4 | 1.6 | 23.0 |
| 2003-04  | Minnesota | 82    | 82    | 39.4 | .499 | .256 | .791 | 13.9 | 5.0 | 1.5 | 2.2 | 24.2 |
| 2004-05  | Minnesota | 82    | 82    | 38.1 | .502 | .240 | .811 | 13.5 | 5.7 | 1.5 | 1.4 | 22.2 |
| 2005-06  | Minnesota | 76    | 76    | 38.9 | .526 | .267 | .810 | 12.7 | 4.1 | 1.4 | 1.4 | 21.8 |
| 2006-07  | Minnesota | 76    | 76    | 39.4 | .476 | .214 | .835 | 12.8 | 4.1 | 1.2 | 1.7 | 22.4 |
| 2007-08  | Boston    | 71    | 71    | 32.8 | .539 | .000 | .801 | 9.2  | 3.4 | 1.4 | 1.2 | 18.8 |
| 2008-09  | Boston    | 57    | 57    | 31.1 | .531 | .250 | .841 | 8.5  | 2.5 | 1.1 | 1.2 | 15.8 |
| 2009-10  | Boston    | 69    | 69    | 29.9 | .521 | .200 | .837 | 7.3  | 2.7 | 1.0 | .8  | 14.3 |
| 2010-11  | Boston    | 71    | 71    | 31.3 | .528 | .200 | .862 | 8.9  | 2.4 | 1.3 | .8  | 14.9 |
| 2011-12  | Boston    | 60    | 60    | 31.1 | .503 | .333 | .857 | 8.2  | 2.9 | .9  | 1.0 | 15.8 |
| 2012-13  | Boston    | 68    | 68    | 29.7 | .496 | .125 | .786 | 7.8  | 2.3 | 1.1 | .9  | 14.8 |
| 2013-14  | Brooklyn  | 54    | 54    | 20.5 | .441 | .000 | .809 | 6.6  | 1.5 | .8  | .7  | 6.5  |
| 2014-15  | Brooklyn  | 42    | 42    | 20.3 | .455 | .167 | .829 | 6.8  | 1.6 | 1.0 | .3  | 6.8  |
| 2014-15  | Minnesota | 5     | 5     | 19.6 | .581 | .000 | .500 | 5.2  | 1.6 | 1.0 | .8  | 7.6  |
| 2015-16  | Minnesota | 38    | 38    | 14.6 | .470 | .000 | .667 | 3.9  | 1.6 | .7  | .3  | 3.2  |
| Total    | Total     | 1,462 | 1,425 | 34.5 | .497 | .275 | .789 | 10.0 | 3.7 | 1.3 | 1.4 | 17.8 |
| All-Star | All-Star  | 14    | 11    | 20.5 | .511 | .000 | .875 | 6.3  | 2.9 | 1.1 | .8  | 11.3 |

### Playoffs
| Año   | Equipo    | PJ  | PT  | MPP  | %TC  | %3P   | %TL   | RPP  | APP | ROB | TPP | PPP  |
| ----- | --------- | --- | --- | ---- | ---- | ----- | ----- | ---- | --- | --- | --- | ---- |
| 1997  | Minnesota | 3   | 3   | 41.7 | .471 | 1.000 | 1.000 | 9.3  | 3.7 | 1.3 | 1.0 | 17.3 |
| 1998  | Minnesota | 5   | 5   | 38.8 | .480 | .000  | .778  | 9.6  | 4.0 | .8  | 2.4 | 15.8 |
| 1999  | Minnesota | 4   | 4   | 42.5 | .443 | .000  | .739  | 12.0 | 3.8 | 1.8 | 2.0 | 21.8 |
| 2000  | Minnesota | 4   | 4   | 42.8 | .385 | .667  | .813  | 10.8 | 8.8 | 1.2 | .8  | 18.8 |
| 2001  | Minnesota | 4   | 4   | 41.3 | .466 | .000  | .833  | 12.0 | 4.3 | 1.0 | 1.5 | 21.0 |
| 2002  | Minnesota | 3   | 3   | 43.3 | .429 | .500  | .719  | 18.7 | 5.0 | 1.7 | 1.7 | 24.0 |
| 2003  | Minnesota | 6   | 6   | 44.2 | .514 | .333  | .607  | 15.7 | 5.2 | 1.7 | 1.7 | 27.0 |
| 2004  | Minnesota | 18  | 18  | 43.5 | .452 | .313  | .776  | 14.6 | 5.1 | 1.3 | 2.3 | 24.3 |
| 2008  | Boston    | 26  | 26  | 38.0 | .495 | .250  | .810  | 10.5 | 3.3 | 1.4 | 1.1 | 20.4 |
| 2010  | Boston    | 23  | 23  | 33.3 | .495 | .000  | .839  | 7.4  | 2.5 | 1.1 | .9  | 15.0 |
| 2011  | Boston    | 9   | 9   | 36.3 | .441 | .000  | .759  | 10.9 | 2.6 | 1.9 | 1.0 | 14.9 |
| 2012  | Boston    | 20  | 20  | 36.9 | .497 | .250  | .813  | 10.3 | 1.5 | 1.2 | 1.4 | 19.2 |
| 2013  | Boston    | 6   | 6   | 35.3 | .500 | .000  | .941  | 13.7 | 3.5 | .8  | 1.0 | 12.7 |
| 2014  | Brooklyn  | 12  | 12  | 20.8 | .524 | .000  | .739  | 6.3  | 1.3 | .8  | .4  | 6.9  |
| Total | Total     | 143 | 143 | 36.9 | .478 | .273  | .789  | 10.7 | 3.3 | 1.2 | 1.3 | 18.2 |

## Vida personal
Garnett se casó con Brandi Padilla, su novia de siempre, durante una ceremonia privada en California, siendo la boda la razón por la que no disputó los Juegos Olímpicos de Atenas 2004. El cuñado del jugador es el productor musical Jimmy Jam Harris. Garnett también es primo de Shammond Williams, exjugador entre otros equipos de Los Angeles Lakers, y medio hermano de O'Louis McCullough, que jugó profesionalmente en varios países de América Latina. 
En noviembre de 2005, Garnett donó 1.2 millones de dólares a Oprah's Angel Network en ayuda a las víctimas del Huracán Katrina.
Kevin Garnett es un gran aficionado al fútbol, en concreto del Chelsea F.C. de la Premier League inglesa. Además ha sido visto en algunos partidos de Los Ángeles Galaxy.
El 18 de abril de 2008, la esposa de Garnett, Brandi, dio a luz a un bebé, lo que lo excusó de las críticas que recibió tras no aparecer en dos de los entrenamientos con su equipo durante las series frente a los Atlanta Hawks.

### Carrera en los medios
Garnett se incorporó al programa Inside the NBA de la señal TNT en octubre de 2016. Allí desarrolló el aclamado segmento de entrevistas "Area 21", el cual se mantuvo en el aire hasta 2019.
A pesar de haber aparecido personificando a un jugador de baloncesto en la película Blue Chips (1994) y de haber encarnado a Wilt Chamberlain en la película Rebound: The Legend of Earl "The Goat" Manigault (1996), fue recién en 2019 cuando intervino por primera vez en una obra cinematográfica con un papel importante tras interpretar una versión de sí mismo en Uncut Gems, película dirigida por los hermanos Safdie y producida por la compañía Netflix.

## Logros y reconocimientos
- Campeón de la NBA (2008)
- MVP de la Temporada (2004)
- Mejor Jugador Defensivo (2008)
- 15 veces All-Star (1997, 1998, 2000, 2001, 2002, 2003, 2004, 2005, 2006, 2007, 2008, 2009, 2010 , 2011, 2013)
- MVP del All-Star Game de la NBA (2003)
- 9 veces All-NBA
  - Primer equipo: 2000, 2003, 2004, 2008
  - Segundo equipo: 2001, 2002, 2005
  - Tercer equipo: 1999, 2007
- 12 veces All-Defensive:
  - Primer equipo: 2000, 2001, 2002, 2003, 2004, 2005, 2008, 2009, 2011
  - Segundo equipo: 2006, 2007, 2012
- All-Rookie:
  - Segundo equipo: 1996
- Lidera 2 veces la NBA en eficiencia (2004, 2005)
- Lidera 4 veces la NBA en rebotes por partido: 2004 (13.9), 2005 (13.5), 2006 (12.7), 2007 (12.8)
- Lidera 2 veces la NBA en rebotes totales: 2004 (1.139), 2005 (1.108)
- Lidera 5 veces la NBA en rebotes defensivos: 2003 (858), 2004 (894), 2005 (861), 2006 (752), 2007 (792)
- Lidera la NBA en puntos totales: 2004 (1.987)
- Lidera la NBA en tiros de campo: 2004 (804)
- Premio J. Walter Kennedy de ayuda a la comunidad (2005-06)
- Elegido en el Equipo del 75 aniversario de la NBA (2021)

Individual
- Triples-dobles en temporada regular: 17
- Triples-dobles en playoffs: 3
- Es el jugador más joven en llegar a disputar 1.000 partidos en la NBA
- Poseía el récord de puntos en un partido de Minnesota Timberwolves con 47 el 4 de enero de 2005 ante Phoenix Suns, hasta que Kevin Love anotó 51 contra Oklahoma City Thunder en la temporada 2011-12.
- Posee el récord de puntos totales de Minnesota Timberwolves con 19.041, de rebotes con 10.542, de asistencias con 4.146, de robos con 1.282, de tapones con 1.576 y de partidos jugados con 927.
- Aparece en la posición #70 en la lista de los 75 mejores jugadores de la historia de la liga publicada por SLAM Magazine en 2003.
- Llegó a los 10.000 rebotes en su carrera el 13 de enero de 2007.
- Llegó a los 25,000 puntos en su carrera el 7 de febrero del 2013.
- 30.º en eficiencia total de toda la carrera de toda la historia de la NBA.

Es el primer jugador de la NBA en
- Promediar más de 20 puntos, 10 rebotes y 5 asistencias por 6 temporadas consecutivas (1999-2005).
- Promediar más de 20 puntos, 10 rebotes y 4 asistencias por 9 temporadas consecutivas (1998-2007).
- Llegar a los 18.000 puntos, 10.000 rebotes, 4.000 asistencias, 1.200 robos y 1.500 tapones en toda su carrera.

### Partidos ganados sobre la bocina
|      | con Minnesota Timberwolves   |
|      | con Boston Celtics           |
| (PO) | Denota un partido de PlayOff |

| Número | Tiro               | Margen | Resultado | Oponente               | Fecha                   |
| ------ | ------------------ | ------ | --------- | ---------------------- | ----------------------- |
| 1      | Tiro en suspensión | Empate | 100-102   | Detroit Pistons        | 10 de abril de 2000     |
| 2      | Tiro en suspensión | Empate | 96-94     | Los Angeles Clippers   | 7 de diciembre de 2003  |
| 3      | Tiro en suspensión | Empate | 102-104   | Philadelphia 76ers     | 5 de enero de 2007      |
| 4      | Tiro en suspensión | -1     | 93-94     | Portland Trail Blazers | 25 de marzo de 2007     |
| 5      | Tiro en suspensión | Empate | 107-105   | New York Knicks        | 22 de noviembre de 2009 |

## Curiosidades
- Tiene una hermana mayor, Sonya, y otra menor, Ashley.[43]
- El 26 de junio de 1995 apareció por primera vez en la portada de Sports Illustrated bajo el título de "Ready or Not...", y cinco años después junto con Darius Miles de Los Angeles Clippers.[46]
- En 1997 fue nombrado por la revista Newsweek una de las 100 personas más influyentes de la próxima década.[47]
- Pasó el verano de 2001 patrocinando el baloncesto y sus negocios en España, Italia e Inglaterra.
- Tiene un tatuaje de sus iniciales, "KG", y otro que reza "Blood, Sweat and Tears" (en español: Sangre, sudor y lágrimas).[47]
- Su comida favorita es la hamburguesa, las patatas fritas y la pizza.[47]
- Los deportistas que más le han influenciado son Tony Dorsett y Magic Johnson.[47]
- Los deportistas que más le inspiran son Roger Federer, Oscar Pistorius y Valentino Rossi.
- Utilizaba el dorsal 5 con los Celtics (el cual hace referencia a la posición en la que fue elegido en el Draft de la NBA de 1995) ya que el dorsal 21 que utilizaba en Minnesota fue retirado por Boston. Posteriormente en su regreso a los Timberwolves llevó de nuevo el número 21 .
- Garnett aparece en la portada del videojuego NBA Live 01 (2000) y NBA 2K9 (2008).[48]
- En una escena de la película American Pie 2 donde Jim Levenstein está leyendo el periódico mientras Steve Stifler habla por teléfono, se le puede ver gritando con el uniforme de los Minnesota Timberwolves en la parte de atrás de dicho periódico.